# Ågerup Sogn (Holbæk Kommune)
Ågerup Sogn war eine Kirchspielsgemeinde (dän.: Sogn) auf der dänischen Insel Seeland.
Bis 1970 gehörte sie zur Harde Merløse Herred im damaligen Holbæk Amt, danach zur Holbæk Kommune im Vestsjællands Amt, die wiederum im Zuge der Kommunalreform zum 1. Januar 2007 in der erweiterten Holbæk Kommune in der Region Sjælland aufgegangen ist.

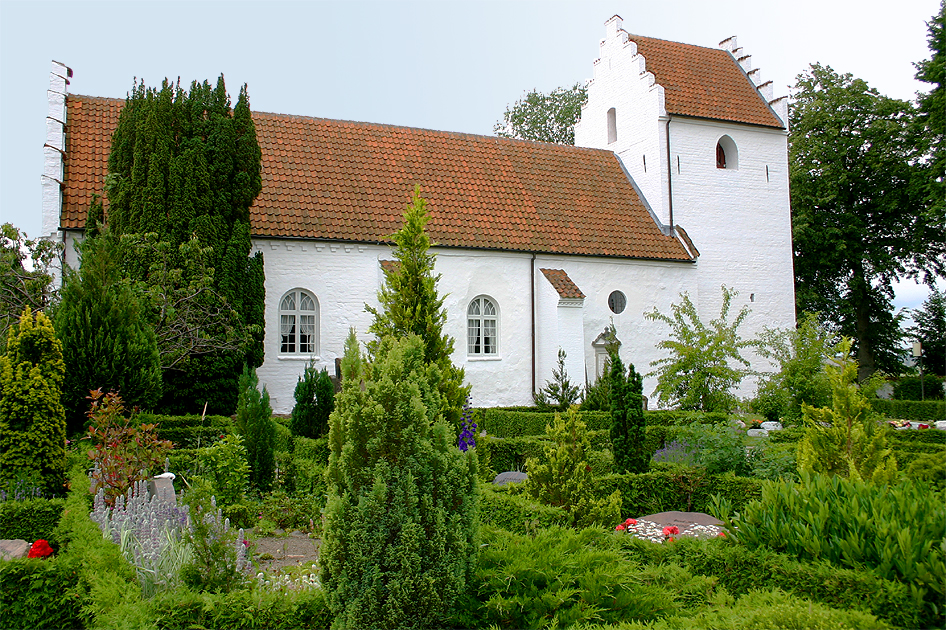
Ågerup Kirke

Am 1. Oktober 2011 lebten im Kirchspiel 1605 Einwohner. Im Kirchdorf selbst leben weniger als 200 Einwohner. Die „Ågerup Kirke“ liegt auf dem Gebiet der Gemeinde.
Nachbargemeinde war im Norden und Westen das geteilte Kirchspiel Grandløse Sogn, im Süden Tølløse Sogn, im Südwesten Sønder Asmindrup Sogn und im Nordwesten Sankt Nicolai Sogn. 
Zum 27. November 2011 (1. Advent) wurde Grandløse Sogn mit Ågerup Sogn und Sønder Asmindrup Sogn zum Vipperød Sogn zusammengefasst.